# Natalja Gennadjewna Morskowa
Natalja Gennadjewna Morskowa (russisch Наталья Геннадьевна Морскова, wiss. Transliteration Natal'ja Gennad'evna Morskova; * 17. Januar 1966 in Rostow am Don, Sowjetunion, geborene Natalja Gennadjewna Kirtschik) ist eine ehemalige russisch-spanische Handballspielerin, die zwei Mal an den Olympischen Spielen teilnahm.

## Karriere

### Im Verein
Morskowa lief ab dem Jahr 1983 für den sowjetischen Verein GK Rostselmasch Rostow auf. Mit Rostselmasch gewann sie 1990 und 1991 die sowjetische Meisterschaft sowie 1990 den Europapokal der Pokalsieger. Im Jahr 1991 wechselte die Rückraumspielerin zum spanischen Erstligisten Mar Valencia. Auf internationaler Ebene gewann sie mit Valencia 1997 die EHF Champions League und die EHF Champions Trophy sowie 2000 den Europapokal der Pokalsieger. Auf nationaler Ebene feierte sie in den Jahren 1992 bis 1998 sowie 2000 bis 2002 den Gewinn der spanischen Meisterschaft und 1992 bis 2000 den Gewinn des spanischen Pokals. Im Jahr 2004 beendete sie verletzungsbedingt ihre Karriere.

### In der Nationalmannschaft
Morskowa gewann mit der sowjetischen Juniorinnennationalmannschaft im Jahr 1985 die U-20-Weltmeisterschaft. Anschließend lief sie zwischen den Jahren 1986 und 1992 für die sowjetische Nationalmannschaft sowie für die Gemeinschaft Unabhängiger Staaten auf. Bei ihrer ersten Turnierteilnahme bei der Weltmeisterschaft 1986 gewann sie die Goldmedaille. Mit 61 Treffern wurde sie WM-Torschützenkönigin. Vier Jahre später gelang ihr bei der Weltmeisterschaft die Titelverteidigung. Weiterhin errang sie bei den Olympischen Spielen 1988 und 1992 die Bronzemedaille.
Nachdem Morskowa im Jahr 1998 die spanische Staatsangehörigkeit angenommen hatte, gehörte sie dem Kader der spanischen Nationalmannschaft an. Bei der Weltmeisterschaft 2001 belegte sie mit 67 Treffern den dritten Platz in der Torschützenliste. Allein im ersten Gruppenspiel gegen Rumänien warf sie 17 Tore.

### Als Trainerin
Morskowa trainierte ab Oktober 2012 bis zum Saisonende 2012/13 den spanischen Erstligisten Valencia Aicequip.